# Мене там немає
«Мене там немає» (англ. I'm Not There) — музичний драматичний фільм 2007 року режисера Тодда Гейнса, знятий за його сценарієм, написаним у співавторстві з Ореном Моверманом. Це нетрадиційний байопік, натхненний життям і музикою американського автора-виконавця Боба Ділана. У стрічці шість акторів зображають різні грані публічних образів Ділана: Крістіан Бейл, Кейт Бланшетт, Маркус Карл Франклін, Річард Гір, Гіт Леджер (останній фільм, який вийшов за життя актора) та Бен Вішоу. На початку фільму повідомляється, що він «натхненний музикою та багатьма образами Боба Ділана»; це єдина згадка про Ділана у фільмі, окрім пісенних титрів, і його єдиної появи на концерті 1966 року, який показується в кінці фільму.
У фільм використані нетрадиційні наративні засоби: сюжетні лінії семи різних персонажів, натхнених Діланом, перетинаються. Оригінальна назва взята з запису «I'm Not There» Ділана з збірки «The Basement Tapes» 1967 року, яка виходила офіційно до моменту появи альбому саундтреків фільму. Стрічка отримала загалом схвальні відгуки та з'явилась у кількох десятках найкращих списків фільмів за 2007 рік, посівши перше місце на думку «The Village Voice», «Entertainment Weekly», «Salon» та «Бостон глоуб». Особливу похвалу отримала Кейт Бланшетт, за свою роль вона була нагороджена Кубком Волпі за найкращу жіночу роль Венеційського кінофестивалю, премією «Золотий глобус» як найкраща актриса другого плану, а також була номінована на премію «Оскар» за найкращу жіночу роль другого плану.

## Сюжет
«Мене там немає» використовує нелінійну розповідь, переходячи між шістьма персонажами в окремі сюжетні лінії, «натхненні музикою та багатьма життями Боба Ділана». Кожен персонаж показує різні грані публічної персони Ділана: поет (Артюр Рембо), пророк (Джек Роллінз / отець Джон), злочинець (Біллі Мак-Карті), пройдисвіт (Вуді Гатрі), «мученик рок-н-ролу» (Джуд Квінн) та «зірка електронного звучання» (Роббі Кларк).
Виробничі нотатки, опубліковані дистриб'ютором The Weinstein Company, пояснюють, що фільм «драматизує життя та музику Боба Ділана як серію змінних персон, кожну з яких виконує інший актор — поет, пророк, злочинець, пройдисвіт, зірка електронного звучання, мученик рок-н-ролу, народжений згори — сім ідентичностей, переплетених разом, сім органів, які перекачують одну історію життя».

### Артюр Рембо
19-річного Артюра Рембо допитують. Його таємничі відповіді розкидані по всьому фільму, зокрема зауваження про фаталізм, природу поетів, «сім простих правил життя в укритті» та хаос.

### Вуді Гатрі
У 1959 році 11-річний афроамериканський хлопчик, який називає себе Вуді Гатрі, перетинає Середній Захід на вантажному потязі. На гітарі з гаслом «Ця машина вбиває фашистів», він грає блюз та співає про застарілі теми, зокрема про профспілки. Одна жінка-афроамериканка радить йому замість цього співати про сучасні проблеми. Вуді атакують гобо і він ледве не тоне. Його рятує біла пара, яка приймає його. Вони вражені його музичними талантами, але Вуді тікає після телефонного дзвінка з центру виховної колонії штату Міннесота. Дізнавшись, що справжній Вуді Гатрі смертельно хворий, Вуді їде до Нью-Джерсі, щоб відвідати музиканта в лікарні.

### Джек Роллінз / Отець Джон
Кар'єра народного музиканта Джека Роллінза показана як документальний фільм, про який розповідали в інтерв'ю, зокрема співачка в жанрі фолк Еліс Фабіан. Джек стає зіркою фольклорної сцени в Гринвіч-Віллидж на початку 1960-х, отримавши славу протестними піснями. Він підписує контракт з Columbia Records, але в 1963 році, як тільки розгортається війна у В'єтнамі, він перестає співати протестні пісні і відходить від фолку, вважаючи, що це не впливає на реальні соціальні чи політичні зміни. Після вбивства Джона Ф. Кеннеді Джек напивається на церемонії, де він отримує нагороду від організації за громадянські права. У своєму виступі Роллінз зауважив, що побачив щось своє у вбивці Кеннеді Лі Гарві Освальді, що розлютило публіку. Він певний час переховувся, а в 1974 році вступив до курсу вивчення Біблії в Стоктоні, а потім з'явився народженим згори, осуджуючи своє минуле і ставши священнослужителем, виконуючи госпел під назвою «Отець Джон».

### Роббі Кларк
Роббі Кларк — 22-річний актор, який грає Джека Роллінза у біографічному фільмі «Піщина» 1965 року. Під час знімання у Гринвіч-Віллиджі в січні 1964 року він закохується у французьку художницю Клер і вони незабаром одружуються. «Піщина» стає хітом, а Роббі — зіркою, стосунки між Роббі та Клер стають напруженим, до того ж Клер помічає загравання чоловіка з іншими жінками. Під час суперечки 1968 року про те, чи можна змінити зло на світі, він вважає, що жінки ніколи не можуть бути поетами, що ображає Клер. Врешті-решт Роббі переїжджає з їхнього дому, після чого їде до Лондона на чотири місяці, щоб зняти трилер. Там він зраджує дружині з однією з акторок. Повідомлення Річарда Ніксона в січні 1973 року про Паризьку мирну угоду надихає Клер на розлучення. Вона отримує опіку над двома доньками, але дозволяє Роббі взяти їх у поїздку на човні.

### Джуд Квінн
Джуд Квінн — популярна колишня фолк-співачка, виступ якої з повним гуртом й електрогітарами на фестивалі джазової та фолкмузики в Новій Англії обурює шанувальників, які звинувачують її у продажності. Дорогою до Лондона, Джуд розпитує журналіста Кінана Джонса: чи все одно він піклується про людей? чи вважає, що фолкмузика не змогла досягти своїх цілей у соціально-політичних змінах? Джуд зазнає нападу працівника готелю, спілкується з «The Beatles», зустрічається зі своєю колишню Коко Рівінгтон, поетом Алленом Гінзбергом, який припускає, що Джуд «проданий Богові». Ставлячи запитання Джуд, Кінан зазначає, що її пісні використовуються як інструмент рекрутингу Партія Чорної Пантери і вважає, що Джуд відмовляється глибоко відчувати що-небудь через сором'язливість; Джуд ображається і покидає інтерв'ю. Під час виконання «Ballad of a Thin Man», Джуд освистують і називають «Юдою». На телебаченні Кінан зауважує, що, попри його заяви про грубе і безладне бродяче минуле, Джуд насправді — Аарон Джейкоб Едельштайн, представник середнього класу з передмістя, освічений син власника універмагу в Бруклайні. Зіткнувшись з низкою майбутніх європейських турне, Джуд по спіралі вживає наркотики і гине в аварії на мотоциклі.

### Біллі Мак-Карті
Злочинець Біллі Мак-Карті, який, як вважають, був убитий Патом Гарреттом, переховується у сільській місцевості Ріддл, штат Міссурі. Дізнавшись, що Гаррет планує знести містечко, щоб побудувати шосе, кілька містян покінчають життя самогубством, тоді Біллі починає протидіяти Гарретту. Гаррет впізнає в Біллі злочинця Біллі Кіда і кидає його у в'язницю. Друг Гомер допомагає йому втекти на вантажному потязі, де він знаходить гітару Вуді. Він робить зауваження щодо природи свободи та ідентичності.
Фільм завершується кадрами Ділана, який грає соло на гармоніці під час виступу наживо 1966 року.

## У ролях

### Основний склад
Ці шість персонажів представляють різні аспекти життя та творчості Ділана.
- Крістіан Бейл як Джек Роллінз / Пастор Джон. Джек Роллінз зображує Ділана під час його акустичної, «протестної» фази, що включає альбоми «The Freewheelin' Bob Dylan» та «The Times They Are A-Changin'». Виступ Роллінза, в якому згадується цитата Лі Гарві Освальда, із промови Ділана під час нагородження премією Тома Пейна від Національного комітету з надзвичайних ситуацій громадянських свобод у грудні 1963 року[7]. Пастор Джон втілює «народження згори» — період Ділана, коли він записав «Slow Train Coming» і «Saved».
- Кейт Бланшетт як Джуд Квінн. Квінн «уважно стежить за пригодами Ділана середини шістдесятих років» і його «небезпечна гра стає причиною екзистенційної кризи»[3]. Квінн — це втілення Ділана 1965–66 років, коли він перейшов до електрозвучання на Фольклорному фестивалі в Ньюпорті, що викликало суперечки, а тур Великою Британією з гуртом був освистаний[8]. Цей період життя Ділана був задокументований Д. А. Пеннебейкером у фільмі «З'їж документ»[9]. На фольклорному фестивалі Квінн виконала рок-версію «Maggie's Farm» для обурених шанувальників народної музики; Ділан виконав цю пісню на Фольклорному фестивалі в Ньюпорті в 1965 році, що спровокувало освистання та суперечки[10]. Деякі питання, які Квінн ставить на Лондонській прес-конференції, — це цитати з прес-конференції Ділана KQED у Сан-Франциско у грудні 1965 року[11][12]. Прискорена швидкість фільму в сцені Квінн, що грає з «The Beatles», перегукується зі стилем зображення Діка Лестера в фільмі «Вечір важкого дня»[13]. Відповідь Квінн Брюсу Грінвуду: «Як я можу відповісти на це питання, якщо у тебе вистачає нахабства запитати мене?» — походить від аналогічної відповіді Ділана репортеру журналу «Тайм» в документальному фільмі «Не оглядайся» Пеннебакера про тур Ділана 1965 року Англією[14]. Сцена, в якій глядачі називають Джуд «Юдою», заснована на концерті в Манчестері 17 травня 1966 року та зафіксована в альбомі «Live 1966». Смерть Джуд Квінн зображує серйозну аварію на мотоциклі, у яку потрапив Ділан у 1966 році[15].
- Маркус Карл Франклін як Вуді. Персонаж — відсилка до юнацької одержимості Ділана фольклорним співаком Вуді Гатрі[16]. Слоган «This machine kills fascists» («Ця машина вбиває фашистів») на корпусі гітари Вуді імітує напис на гітарі Гатрі[17].
- Річард Гір як Біллі Кід. Цей персонаж — відсилка на роль Ділана у вестерні Сема 1973 року «Пат Гарретт і Біллі Кід»[18]. Кінцевий монолог Біллі у фільмі перегукується з зауваженнями Ділана, зробленого в інтерв'ю 1997 року з Девідом Гейтсом для «Ньюсвік»: «Я не думаю, що я реальний для себе. Я маю на увазі, що сьогодні я думаю про одне, а завтра — про інше. Я змінююсь протягом дня. Я прокидаюся, і я одна людина, і коли я лягаю спати, я точно знаю, що я хтось інший. Я не знаю, хто я більшу частину часу. Для мене це навіть не має значення»[19].
- Гіт Леджер як Роббі Кларк, актор, який зображає Джека Роллінза в байопіку та стає таким же відомим, як людина, яку він зображує; він переживає стреси подружжя, яке на межі розлучення, зображуючи особисте життя Ділана в часи «Blood on the Tracks» 1975 року. Сцена, в якій Роббі та Клер романтично бігають вулицями Нью-Йорка, відтворює обкладинку альбому «The Freewheelin' Bob Dylan» 1963 року, на якій Ділан та його тодішня дівчина Сьюз Ротоло тримаються за руки у Гринвіч-Віллидж[20][21]. Ділан розлучився зі своєю першою дружиною Сарою Ділан у червні 1977 року. При розлученні були сильні суперечки щодо опіки над дітьми[22]. У своїх нотатках Гейнс писав, що стосунки Роббі та Клер «приречені на тривале вперте затягування (на відміну від В'єтнаму, події у якому одночасні)»[6].
- Бен Вішоу як Артюр Рембо. Рембо зображений як людина, яку допитують, а вона відповідає цитатами з інтерв'ю та творів музиканта. Ділан писав у своїй автобіографії «Хроніки», що на нього вплинув світогляд Рембо[16].

### Другорядний склад
- Шарлотта Генсбур як Клер Кларк, дружина Роббі Кларка (зображення Сари Ділан та Сьюз Ротоло)[13].
- Девід Кросс як Аллен Гінзберг.
- Юджин Бротто як Пітер Орловські.
- Брюс Грінвуд як Кінан Джонс, вигаданий репортер, який слідкує за Джуд Квінн та Патом Гарреттом, заклятим ворогом Біллі Кіда. Ім'я «Кінан Джонс» перегукується з піснею Ділана «Ballad of a Thin Man»: «Something is happening here/ And you don't know what it is, do you Mr. Jones?» («Щось тут відбувається / І ви не знаєте, що це, чи не так, містере Джонс?») Викриття минулого Джуда ґрунтується на неприязному нарисі Ділана, опублікованому в жовтні 1963 року в «Ньюсвік», де було надруковано його справжнє ім'я Роберт Циммерман, з натяком на його брехню про своє походження з середнього класу[15].
- Джуліанн Мур як Еліс Фабіан, співачка, схожа на Джоан Баез[6][23].
- Мішель Вільямс як Коко Рівінгтон. Опис Рівінгтон як «нової пташки Енді» говорить про те, що цей персонаж ґрунтується на Еді Седжвік, світській особі та акторці з кола Енді Воргола[4].
- Марк Камачо як Норман, менеджер Джуд Квінн, на основі Альберта Гроссмана, менеджера Ділана до 1970 року.
- Бенц Антуан як Боббі Сіл, лідер Партії Чорних Пантер і Кролик Браун
- Крейг Томас як Г'ю Ньютон, лідер Чорних Пантер. Ньютон і Сіл «нав'язливо» слухали пісню Ділана «Ballad of a Thin Man», збираючи перший номер газети Чорної пантери в 1967 році[24].
- Річі Гевенс як старий Арвін
- Кім Робертс як пані Арвін
- Кріс Крістоферсон як оповідач
- Дон Франкс як Гобо Джо
- Віто ДеФіліппо та Сюзан Гловер як містер та місіс Пікок, пара середнього класу, яка приймає «Вуді Гатрі» після випадку, коли він майже потонув
- Пол Спенс як Гомер, друг Біллі Кіда

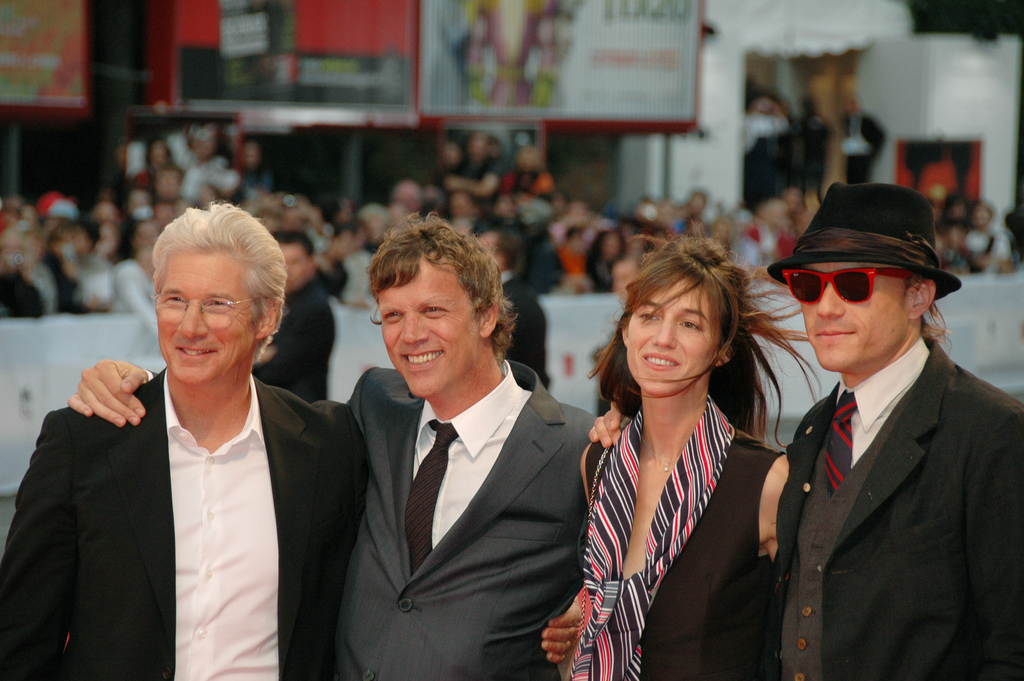
Річард Гір, Тодд Гейнс, Шарлотта Генсбур та Гіт Леджер на 64-му Венеційському міжнародному кінофестивалі, вересень 2007 року.

## Виробництво

### Розвиток
Тодд Гейнс та його продюсер Крістін Вакон звернулися до менеджера Ділана Джеффа Розена, щоб отримати дозвіл на використання музики та вигадати елементи життя Ділана. Розен запропонував Гейнсу надіслати синопсис фільму на одній сторінці для представлення музиканту. Розен порадив Гейнсу не вживати слова «геній» чи «голос покоління». Матеріал, який представив режисер, починався зі слів Артюра Рембо: «Я — хтось інший» і продовжувався:
|  | Якби існував фільм, в якому можна було б відчути широту і потік творчого життя, фільм, який міг би відкрити, а не об'єднати те, що ми думаємо, що ми вже знаємо, він ніколи не міг би бути в межах акуратної кривої метависловлювання. Структура такої стрічки повинна мати злами, з численними початками та безліччю тонів, причому її основною стратегією є відображення, а не скорочення. Уявіть собі фільм, розбитий між сімома окремими особами — старими, молодими, жінками, дітьми — кожен з яких займає місце в одному житті. |

Ділан надав Гейнсу дозвіл продовжувати проєкт. Він розробив сценарій разом з Ореном Моверманом. Під час написання Гейнс визнав, що став сумніватися, чи зможе він успішно зняти фільм, який навмисно плутав біографію з фантазією таким екстремальним способом. За даними, які Роберт Салліван опублікував у «Нью-Йорк таймс»: «Гейнс подзвонив Джеффу Розену, правій руці Ділана, який спостерігав за укладенням угоди, але залишався осторонь сценарію. Розен, за його словами, сказав не хвилюватися, що це просто його власна божевільна версія ким є Ділан».
У коментарі про те, чому шість акторів працювали, щоб зобразити різні грані особистості Ділана, Гейнс написав:
|  | В ту хвилину, коли ти намагаєшся схопити Ділана, він вже не там, де був. Він як полум'я: якщо ти спробуєш утримати його в руці, то напевно обпечешся. Життя Ділана, повне змін, постійних зникнень і перетворень, змушує вас пристрасно бажати утримати його та притиснути до стінки. І саме тому його фанати такі одержимі, так жадають знайти істину та абсолютні принципи, та відповіді – те, що Ділан ніколи не надасть, а тільки засмутить. ... Ділан складний і загадковий, невловимий, здатний розчарувати, а це тільки змушує вас ідентифікувати себе з ним дедалі більше, коли він обходить особистість. |

Персонаж на основі Ділана на ім'я Чарлі, оснований на Чарлі Чапліні, був відкинутий до початку зйомок. Сценарист описав його як «маленький бродяга, який приїздить в Гринвіч-Віллидж, показуючи магічну майстерність і який є арбітром миру між бітниками та фолками».

### «Піщина»
Фільм у фільмі «Піщина» має важливе значення не лише для сюжету «Мене там немає», а й для зв'язку стрічки з життям Боба Ділана. Ларрі Гросс припускає, що актор Роббі з стрічки «Піщина» може бути найточнішим зображенням музиканта, попри те, що він «вигаданий актор, який грає вигадану альтернативну версію справжньої людини» через його бурхливі стосунки з Клер. Гросс також відзначає паралелі між невдалим шлюбом Роббі та Клер і стосунками Ділана з Сьюз Ротоло, стверджуючи, що персонаж Клер, здається, зображує Ротоло, особливо через наявність кадрів, що імітують фотографії Ротоло та Ділана на обкладинці «The Freewheelin' Bob Dylan».

### Знімання
Основне знімання відбулося в Монреалі, Квебек, Канада. Сюжети музичного фестивалю були зняті в Шамблі, Квебек влітку 2006 року.

### Музика
У фільмі представлені численні пісні Ділана, виконані Діланом, а також записи інших виконавців. Деякі пісні виконуються артистами на камеру (наприклад, «Goin' to Acapulco», «Pressing On»), а інші програються фоново. Відома композиція «The Monkees» «(I'm Not Your) Steppin' Stone» грає на фоні сцени вечірки у Лондоні.

## Випуск
У січні 2007 року компанія The Weinstein Company придбала американські права на розповсюдження фільму. Світова прем'єра стрічки «Мене там немає» відбулась на кінофестивалі в Теллурайді 31 серпня 2007 року. Фільм був показаний на кінофестивалях у Торонто, Лондоні та Нью-Йорку. Фільм вийшов в обмежений прокат 21 листопада 2007 року в США. 28 лютого 2008 року відбулась прем'єра в кінотеатрах Німеччині за сприянням Tobis Film.

### Домашнє відео
Стрічка вийшла 6 травня 2008 року на DVD як дводискове спеціальне видання. Спеціальне видання містить аудіо коментарі від Гейнса, видалені сцени, короткометражні фільми, музичний кліп, записи прослуховувань акторів, трейлери, фільмографію та дискографію Боба Ділана.

## Сприйняття

### Критика
Фільм отримав загалом позитивні відгуки критиків. На сайті Rotten Tomatoes він має рейтинг схвалення 77 % на основі 158 відгуків, середня оцінка 7 з 10. Критичний консенсус сайту звучить так: «Унікальний монтаж, візуальні ефекти фільму та безліч талановитих акторів, що зображують Боб Ділан, створили надзвичайно нетрадиційний досвід. Кожна частина приносить новий і свіжий погляд на життя Ділана». На Metacritic стрічка має середньозважену оцінку 73 зі 100 на основі 35 оглядів.
Ентоні ДеКертіс написав у «The Chronicle of Higher Education», що кастинг шести різних акторів, зокрема жінки та афроамериканської дитини для ролі Ділана, був "безглуздою ідеєю, такою самосвідомо «зухвалою» — або заспокійливим мультикультурним гамбітом, який наприклад, приречений на бродвейський мюзикл, як наприклад, фільм, оснований на житті та музиці Джона Леннона. І все ж стратегія "Мене там немає « працює чудово». Він особливо похвалив Бланшетт:
|  | Її виступ — це диво, і не тільки як Джуд Квінн, вона мешкає в смиканому, амфетамінному Ділані 1965-66 років з лячною точністю. Кастинг жінки на цю роль показує розмір їдкого Ділана цієї епохи, який рідко був помічений ... Напівпрозора шкіра Бланшетт, ніжні пальці, тендітна статура і благущі очі — все це говорить про раніше невидиму уразливість і страх, які живили болісний гнів Ділана. Важко уявити, що який-небудь актор чоловічої статі або менш обдарована жінка-актор, якщо на те пішло, могли б наділити роль такою багатою фактурою. |

Кілька критиків позитивно оцінили роботу Бланшетт у ролі Ділана середини 1960-х. Журнал «Ньюсвік» схарактеризував Бланшетт як «настільки переконливою та сильною, що ти зменшуєшся на своєму сидінні, коли вона спрямовує погляд на тебе». «The Charlotte Observer» назвав акторку «дивом близьким до Ділана 1966 року».
Тодд Мак-Карті з «Variety», зробив висновок, що фільм зроблений якісно, зрештою це особлива подія для шанувальників Ділана з невеликою попсовою привабливістю. Він писав: «Діланська екстравагантність та науковці розважаться з „Мене там немає“, і неминуче будуть незліченні дисертації про те, як Гейнс відтворив та спотворив реальність, видобув та мусував біографічні відомостями, або ж мав щасливий день з невіддільною частиною, так само як з екзотикою, життя Ділана. Все це слугуватиме придушенню значущості фільму, ігноруючи відсутність його легкочитності. Зрештою, це подія експертів». Для Роджера Еберта фільм був приємним кінематографічно, втім ніколи не прагнув розгадати загадки про життя та творчість Ділана: «Виходячи з „Мене там немає“, ми, насамперед, почули чудову музику… Ми бачили, як шістьох обдарованих акторів кидають виклик, граючи грані повноцінної людини. Ми побачили сміливу спробу подачі біографії як колажу. Ми були вражені лихацькою послідовністю Річарда Гіра, яка, здається, не знає мети. І ми не наблизилися ні на крок ближче до розуміння Боба Ділана, як і має бути».

### Реакція Ділана
У вересні 2012 року Ділан прокоментував «Мене там немає» в інтерв'ю «Rolling Stone». Коли журналіст Мікал Гілмор запитав Ділана, чи сподобався йому фільм, він відповів: «Так, я вважаю, що з ним все гаразд. Ви вважаєте, що режисер хвилювався, чи люди це зрозуміють? Я не думаю, що він переймався цим. Я просто думаю, що він хотів зробити хороший фільм. Я вважаю, що все виглядає добре, а ці актори неймовірні».

### Списки найкращих фільмів
Кінокартина з'явилася у кількох списках десятки найкращих фільмів 2007 року. 
| - 1 місце — Дж. Гоберман «The Village Voice» - 1 місце — Овен Глібермен, «Entertainment Weekly» - 1 місце — Стефані Зачарек, «Salon» - 1 місце — Тай Бурр, «Бостон глоуб» - 3 місце — Ліза Шварцбаум, «Entertainment Weekly» - 3 місце — Марк Моган, «The Oregonian» - 4 місце — А. О. Скотт, «Нью-Йорк таймс» - 4 місце — Натан Лі, «The Village Voice» - 4 місце — Шон Леві, «The Oregonian» | - 5 місце — Стівен Рі, «The Philadelphia Inquirer» - 6 місце — Кевін Краст, «Лос-Анджелес Таймс» - 7 місце — Маржорі Баумгартен, «The Austin Chronicle» - 9 місце — Гленн Кенні, «Premiere» - 9 місце — Пітер Треверс, «Rolling Stone» - 10 місце — Енн Горнадей, «Вашингтон пост» - 10 місце — Дессон Томпсон, «Вашингтон пост» - 10 місце — Кіт Філіппс, The A.V. Club - 10 місце — Таша Робінсон, The A.V. Club |

### Номінації та нагороди
| Нагороди та номінації фільму «Мене там немає» | Нагороди та номінації фільму «Мене там немає» | Нагороди та номінації фільму «Мене там немає» | Нагороди та номінації фільму «Мене там немає»                        | Нагороди та номінації фільму «Мене там немає» | Нагороди та номінації фільму «Мене там немає» |
| Рік                                           | Кінофестиваль/кінопремія                      | Категорія/нагорода                            | Номінант                                                             | Результат                                     |                                               |
| --------------------------------------------- | --------------------------------------------- | --------------------------------------------- | -------------------------------------------------------------------- | --------------------------------------------- | --------------------------------------------- |
| 2007                                          | Спілка кінокритиків Бостона                   | Найкраща акторка другого плану                | Кейт Бланшетт                                                        | Номінація                                     |                                               |
| 2007                                          | Спілка кінокритиків Бостона                   | Найкращий акторський ансамбль                 | «Мене там немає»                                                     | Номінація                                     |                                               |
| 2007                                          | «Camerimage»                                  | «Бронзова жабка»                              | Едвард Лекмен                                                        | Перемога                                      |                                               |
| 2007                                          | «Camerimage»                                  | «Золота жабка»                                | Едвард Лекмен                                                        | Номінація                                     |                                               |
| 2007                                          | Асоціація кінокритиків Чикаго                 | Найкраща акторка другого плану                | Кейт Бланшетт                                                        | Перемога                                      |                                               |
| 2007                                          | Спілка кінокритиків Детройта                  | Найкраща акторка другого плану                | Кейт Бланшетт                                                        | Номінація                                     |                                               |
| 2007                                          | Коло кінокритиків Дубліна                     | Найкращий фільм                               | «Мене там немає»                                                     | Номінація                                     |                                               |
| 2007                                          | Коло кінокритиків Дубліна                     | Найкращий режисер                             | Тодд Гейнс                                                           | Номінація                                     |                                               |
| 2007                                          | Коло кінокритиків Дубліна                     | Найкраща акторка                              | Кейт Бланшетт                                                        | Номінація                                     |                                               |
| 2007                                          | «Готем»                                       | Найкращий фільм                               | Тодд Гейнс, Крістін Вакон, Джон Голдвін, Джеймс Д. Стерн, Джон Слосс | Номінація                                     |                                               |
| 2007                                          | Асоціація кінокритиків Лос-Анджелеса          | Найкраща акторка другого плану                | Кейт Бланшетт                                                        | Номінація                                     |                                               |
| 2007                                          | Спільнота кінокритиків Нью-Йорка              | Найкращий фільм                               | «Мене там немає»                                                     | Номінація                                     |                                               |
| 2007                                          | Спільнота кінокритиків Нью-Йорка              | Найкраща акторка другого плану                | Кейт Бланшетт                                                        | Номінація                                     |                                               |
| 2007                                          | Спільнота кінокритиків Нью-Йорка              | Найкращий режисер                             | Тодд Гейнс                                                           | Номінація                                     |                                               |
| 2007                                          | Спільнота кінокритиків Сан-Дієго              | Спеціальна нагорода                           | Крістіан Бейл                                                        | Перемога                                      |                                               |
| 2007                                          | Спільнота кінокритиків Сан-Дієго              | Найкраща акторка другого плану                | Кейт Бланшетт                                                        | Перемога                                      |                                               |
| 2007                                          | «Супутник»                                    | Найкраща актриса (мюзикл або комедію)         | Кейт Бланшетт                                                        | Номінація                                     |                                               |
| 2007                                          | Асоціація кінокритиків Торонто                | Найкраща акторка другого плану                | Кейт Бланшетт                                                        | Перемога                                      |                                               |
| 2007                                          | Венеційський кінофестиваль                    | Нагорода «CinemAvvenire»: Найкращий фільм     | Тодд Гейнс                                                           | Перемога                                      |                                               |
| 2007                                          | Венеційський кінофестиваль                    | Спеціальний приз журі                         | Тодд Гейнс                                                           | Перемога                                      |                                               |
| 2007                                          | Венеційський кінофестиваль                    | Кубок Вольпі за найкращу жіночу роль          | Кейт Бланшетт                                                        | Перемога                                      |                                               |
| 2007                                          | Венеційський кінофестиваль                    | «Золотий лев»                                 | Тодд Гейнс                                                           | Номінація                                     |                                               |
| 2007                                          | Венеційський кінофестиваль                    | «Квір-лев»                                    | Тодд Гейнс                                                           | Номінація                                     |                                               |
| 2008                                          | «Оскар»                                       | Найкраща жіноча роль другого плану            | Кейт Бланшетт                                                        | Номінація                                     |                                               |
| 2008                                          | «Золотий глобус»                              | Найкраща жіноча роль другого плану            | Кейт Бланшетт                                                        | Перемога                                      |                                               |
| 2008                                          | Премія БАФТА у кіно                           | Найкраща жіноча роль другого плану            | Кейт Бланшетт                                                        | Номінація                                     |                                               |
| 2008                                          | Премія Гільдії кіноакторів                    | Найкраща жіноча роль другого плану            | Кейт Бланшетт                                                        | Номінація                                     |                                               |
| 2008                                          | «Боділ»                                       | Найкращий американський фільм                 | Тодд Гейнс                                                           | Номінація                                     |                                               |
| 2008                                          | «Вибір критиків»                              | Найкраща жіноча роль другого плану            | Кейт Бланшетт                                                        | Номінація                                     |                                               |
| 2008                                          | «Незалежний дух»                              | Найкраща жіноча роль другого плану            | Кейт Бланшетт                                                        | Перемога                                      |                                               |
| 2008                                          | «Незалежний дух»                              | Нагорода Роберта Алтмана                      | Тодд Гейнс                                                           | Перемога                                      |                                               |
| 2008                                          | «Незалежний дух»                              | Найкращий фільм                               | Крістін Вакон, Джон Голдвін, Джон Слосс, Джеймс Стерн                | Номінація                                     |                                               |
| 2008                                          | «Незалежний дух»                              | Найкраща чоловіча роль другого плану          | Маркус Карл Франклін                                                 | Номінація                                     |                                               |
| 2008                                          | «Незалежний дух»                              | Найкраща режисура                             | Тодд Гейнс                                                           | Номінація                                     |                                               |
| 2008                                          | Спільнота кінокритиків Х'юстона               | Найкращий фільм                               | «Мене там немає»                                                     | Номінація                                     |                                               |
| 2008                                          | Спільнота кінокритиків Х'юстона               | Найкраща жіноча роль другого плану            | Кейт Бланшетт                                                        | Номінація                                     |                                               |
| 2008                                          | «Срібна стрічка»                              | Найкращий неєвропейський фільм                | Тодд Гейнс                                                           | Номінація                                     |                                               |
| 2008                                          | Національна спілка кінокритиків США           | Найкраща жіноча роль другого плану            | Кейт Бланшетт                                                        | Перемога                                      |                                               |
| 2008                                          | Коло кінокритиків Ванкувера                   | Найкраща жіноча роль другого плану            | Кейт Бланшетт                                                        | Номінація                                     |                                               |